# Michael Knopf
Michael Knopf (* 22. November 1961 in Hof (Saale); † 6. Juni 2006) war ein deutscher Journalist und Spielekritiker.

## Leben
Der Lokal- und Medienjournalist (Frankenpost, Süddeutsche Zeitung, Frankfurter Allgemeine Sonntagszeitung) war einer der renommiertesten Spielekritiker Deutschlands. 1991 wurde er mit dem Theodor-Wolff-Preis ausgezeichnet. 1994 gründete er in der Süddeutschen Zeitung die Rubrik Spielwiese, für die ab 1997 den Internetauftritt siegpunkt.de schuf. Von 1997 bis 2001 gehörte er der Jury Spiel des Jahres an, zuletzt war er stellvertretender Vorsitzender. Ab 1997 rezensierte Knopf Spiele in der Zeitschrift Spielbox. Des Weiteren schrieb er das Buch Spielen, das bei dtv in der Reihe Kleine Philosophie der Passionen erschien. Mit seinem Laden Tikanis, in dem er „Griechische Dinge“ anbot, nahm ihn eine Feinschmecker-Zeitung in die Liste der 100 besten Geschäfte auf.
Knopf starb am 6. Juni 2006 im Alter von 44 Jahren an einem Herzinfarkt.